# Station Eksel
Station Eksel is een voormalig spoorwegstation langs spoorlijn 18 in het dorp Eksel, een deelgemeente van de gemeente Hechtel-Eksel.
In 1868 werd een spoorweghalte geopend dat onder beheer van het station Wijchmaal stond. Het eerste stationsgebouw was uit hout en brandde af tijdens de Eerste Wereldoorlog. In 1920 werd er een nieuw bakstenen gebouw geopend en werd Eksel een volwaardig station. Na de stopzetting van het reizigersverkeer in 1957 werd het stationsgebouw in 1967 afgebroken.
0,0: Winterslag ·
10,7: Houthalen ·
14,7: Helchteren ·
18,5: Beverloo-Heide ·
23,0: Wijchmaal ·
27,0: Eksel ·
33,6: Neerpelt ·
40,1: Achel ·
43,8: Borkel en Schaft ·
49,6: Valkenswaard ·
54,1: Aalst-Waalre ·
57,0: Gestel ·
58,0: Philipsdorp Zuid ·
60,0: Eindhoven Centraal